# Joaquín Sorolla
Joaquín Sorolla y Bastida, född 27 februari 1863 i Valencia, död 10 augusti 1923 i Madrid, var en spansk målare. Han var impressionist och hans konst omfattar såväl porträtt och landskap som historiemåleri. Han är kanske mest känd för sina färgrika och soldränkta strandbilder med badande barn eller uppklädda kvinnor, till exempel Promenad vid havet från 1909.

## Karriär
Sorolla studerade i sin födelsestad Valencia, vann 1883 framgång med en historiemålning, Den 2 maj 1808, en episod från kriget mot fransmännen. Han fortsatte sedan sina studier i Rom 1884-88 och kom därifrån till Paris.  Hans europeiska rykte började med Hemkomst från fiske 1895 som visades på Parissalongen. Han uppnådde framgång både i Europa och USA och hade ett internationellt umgänge med konstnärer såsom Jules Bastien Lepage, Adolph von Menzel, John Singer Sargent och Anders Zorn. Den största samlingen av hans konst finns på Museo Sorolla som öppnade 1932 i det hus i Madrid som konstnären och hans familj var bosatt från 1911.
Han upptog det moderna frilufts- och ljusmåleriet och skildrar i sina många genrebilder från Spanien och även Italien livets glada utsida under söderns gassande sol. Hans målningar har en intensiv ljusstyrka och andas idel ungdomsglädje och levnadslust. Efter Hemkomst från fiske (fiskebåten dras i land av ett par oxar, 1895) målade han Kvinnor, som laga nät, Seglen lappas (de vita seglen utbredda på en grönskande pergola i stickande solsken, Måltiden (i båten i skuggan av seglet, gassande sol där utanför), Båtarna välsignas samt många varianter av badande i havet i solglans och solglitter. Bland motiv, där Sorolla anslagit helt andra toner, är Fisken är dyr (en fiskare, skadad under arbetet, förbindes av sina kamrater). Sorolla var även en framstående och spirituell porträttmålare. Hans damporträtt är högt uppskattade. I Berlins nationalgalleri representeras Sorolla av Fiskare från Valencia (1895) och Badande gossar (1900), i Musée d'Orsay förutom av Hemkomst från fiske, av Russinberedning (1906).
Han gifte sig 1888 med Clotilde García del Castillo (1865–1929) och han porträtterade henne ett flertal gånger. De fick tre barn; yngst var Elena Sorolla (1895–1975) som också kom att bli en framgångsrik konstnär. Järnvägsstationen i Valencia är uppkallad efter honom.

## Galleri

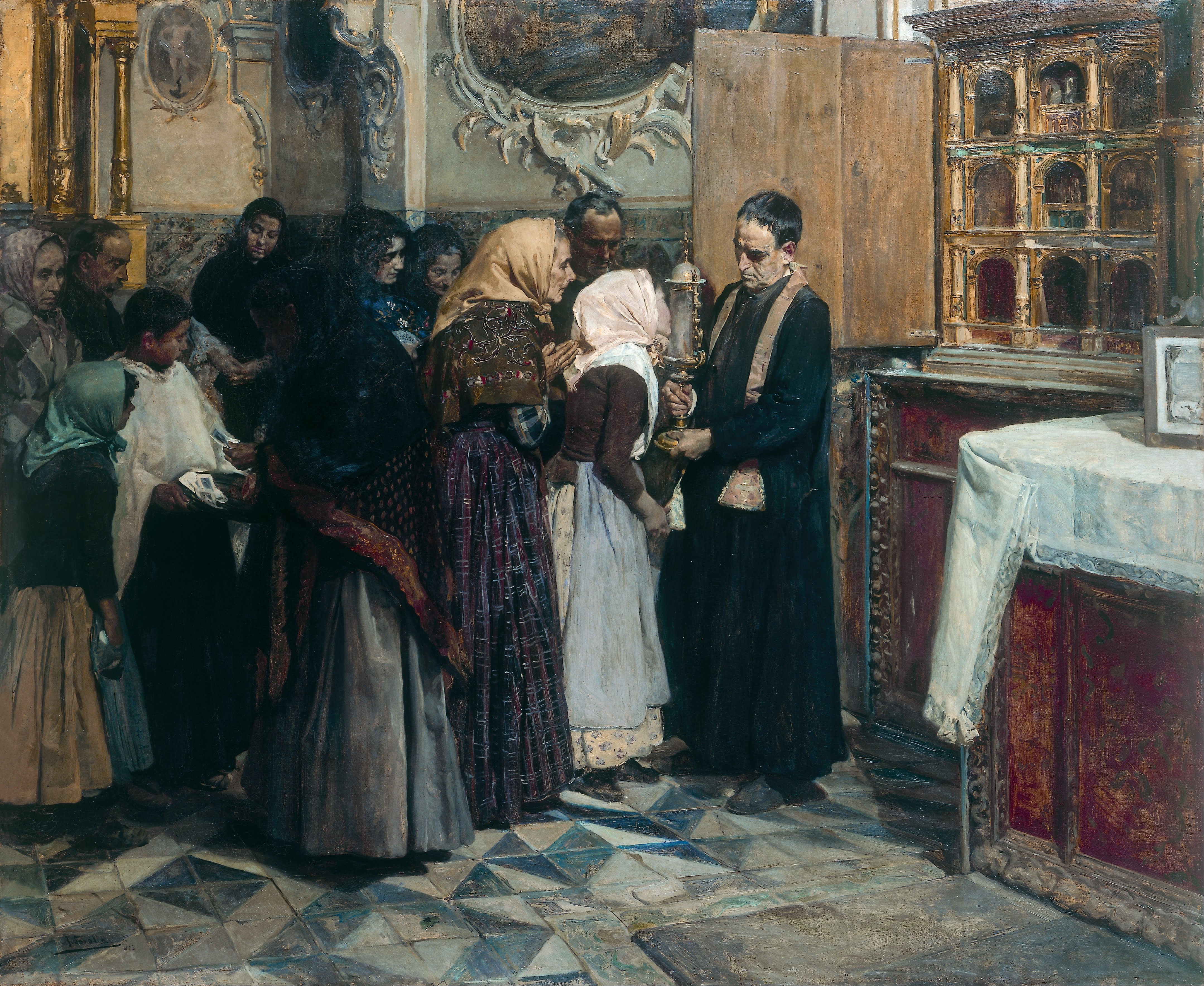
El beso de la reliquia från 1893. Museo de Bellas Artes de Bilbao.
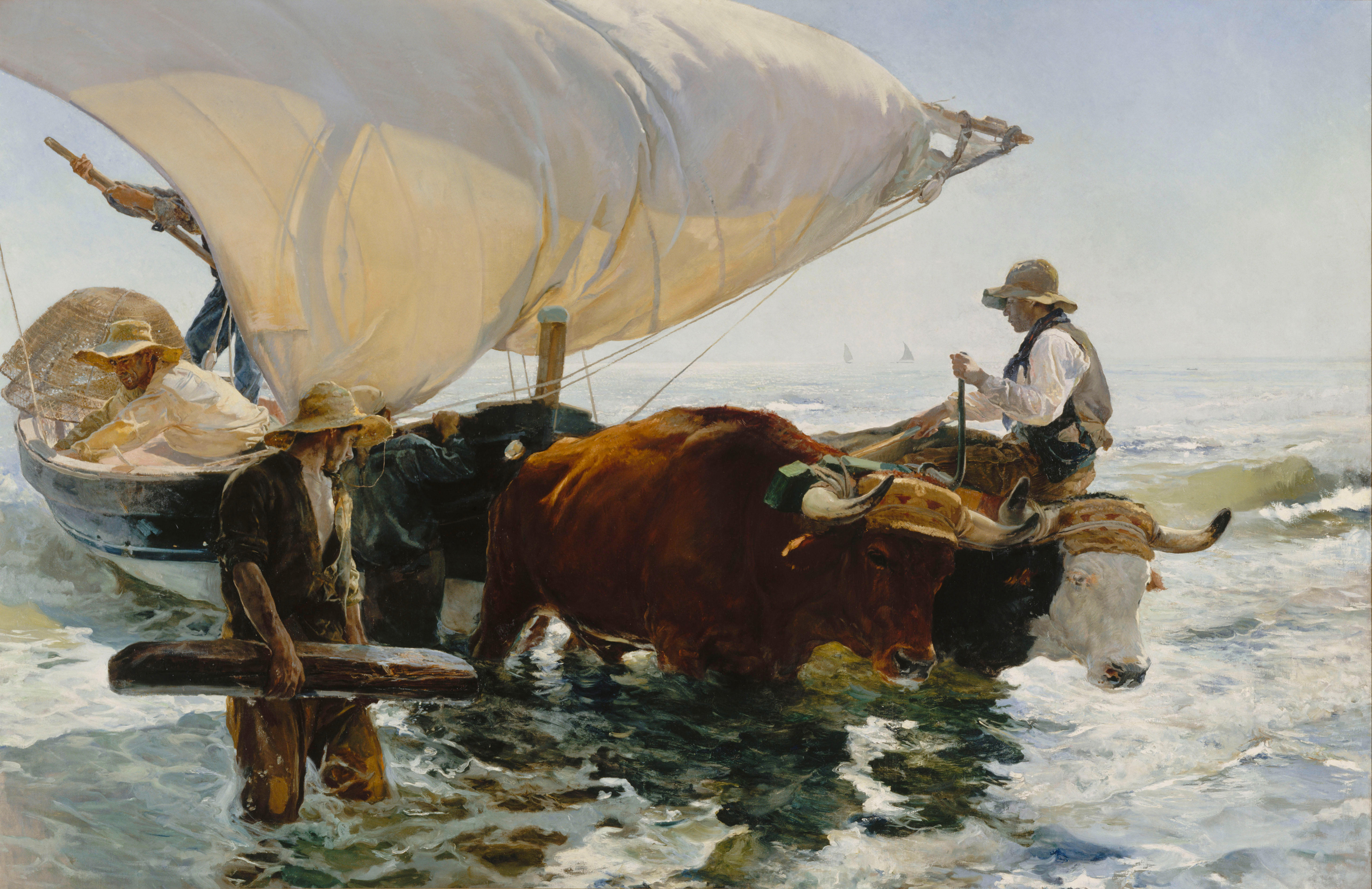
Hemkomsten från fiske (La vuelta de la pesca) från 1894. Musée d'Orsay.
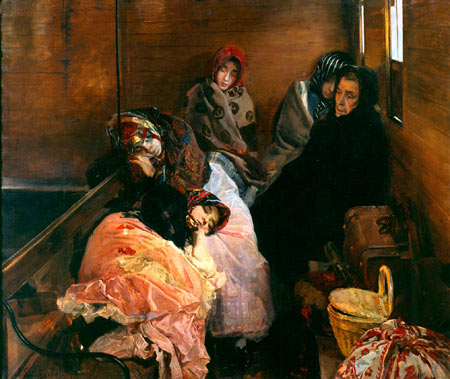
Vit slavhandel (Trata de blancas) från 1894. Museo Sorolla.
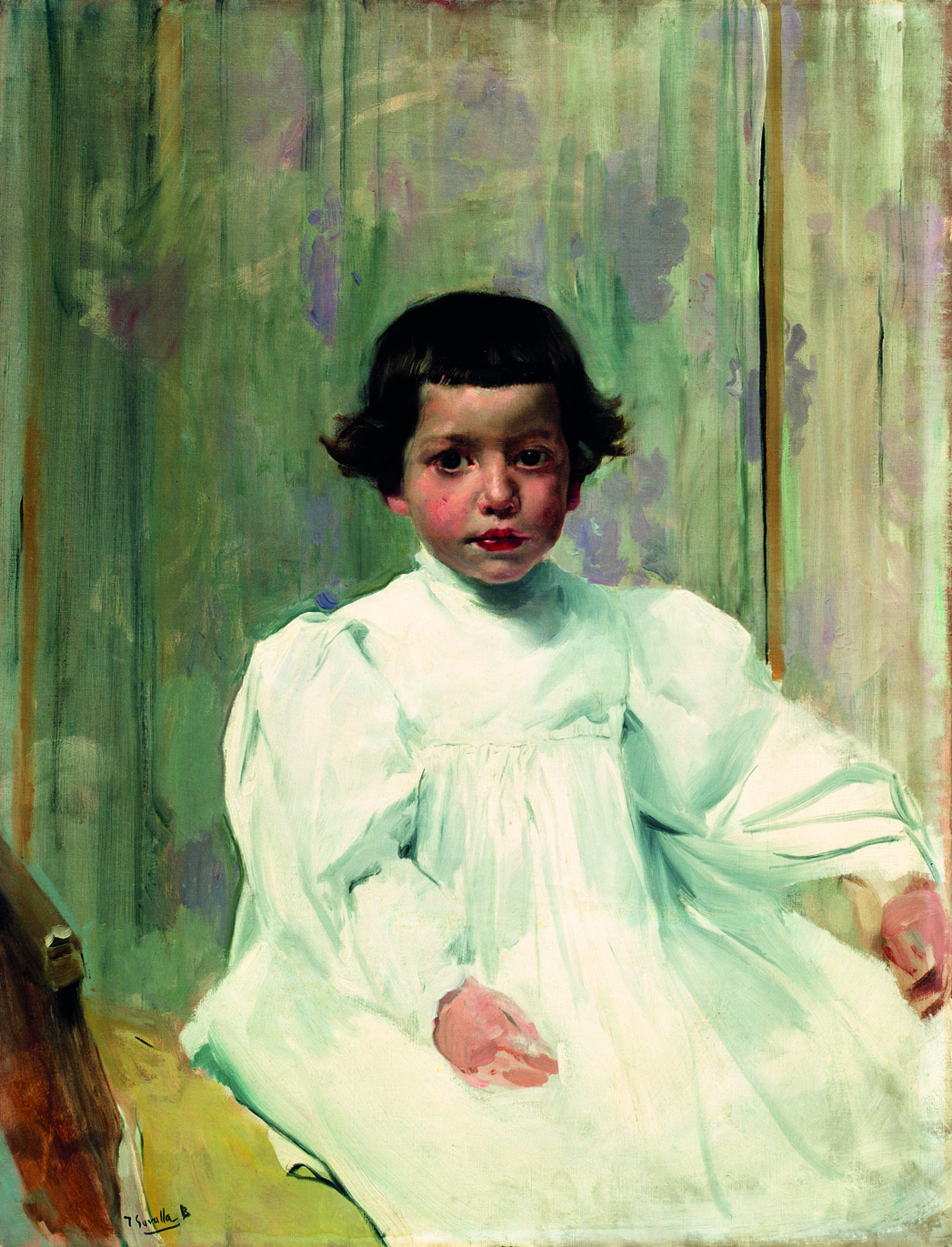
Joaquín Sorolla García klädd i vitt (Joaquín Sorolla García vestido de blanco) från 1896. Museo Sorolla.
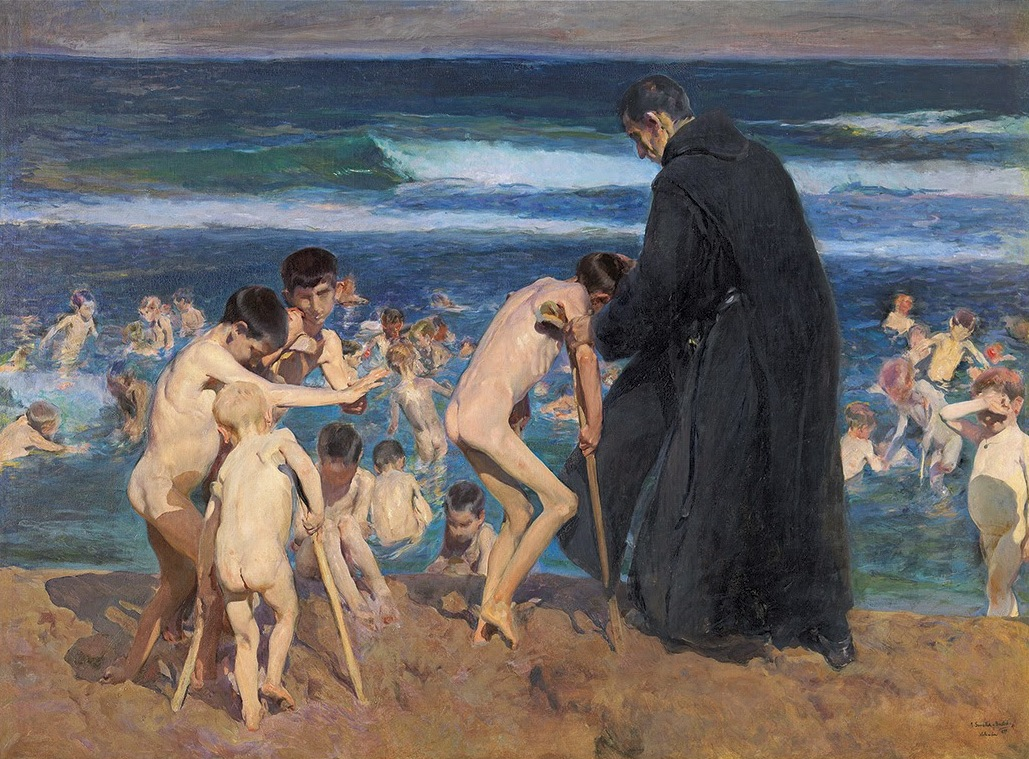
Triste herencia från 1899. Privat ägo.
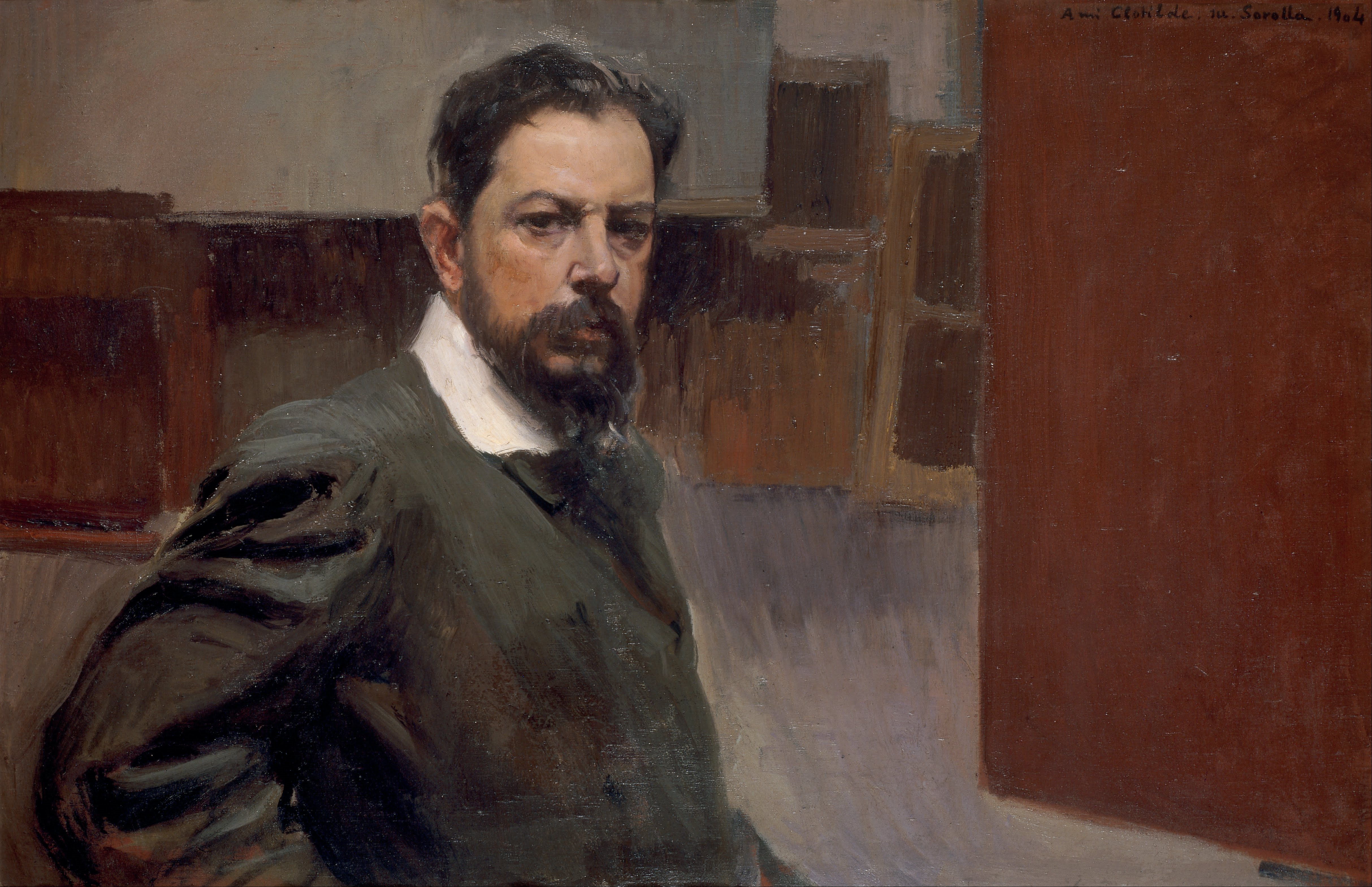
Självporträtt från 1904. Museo Sorolla.
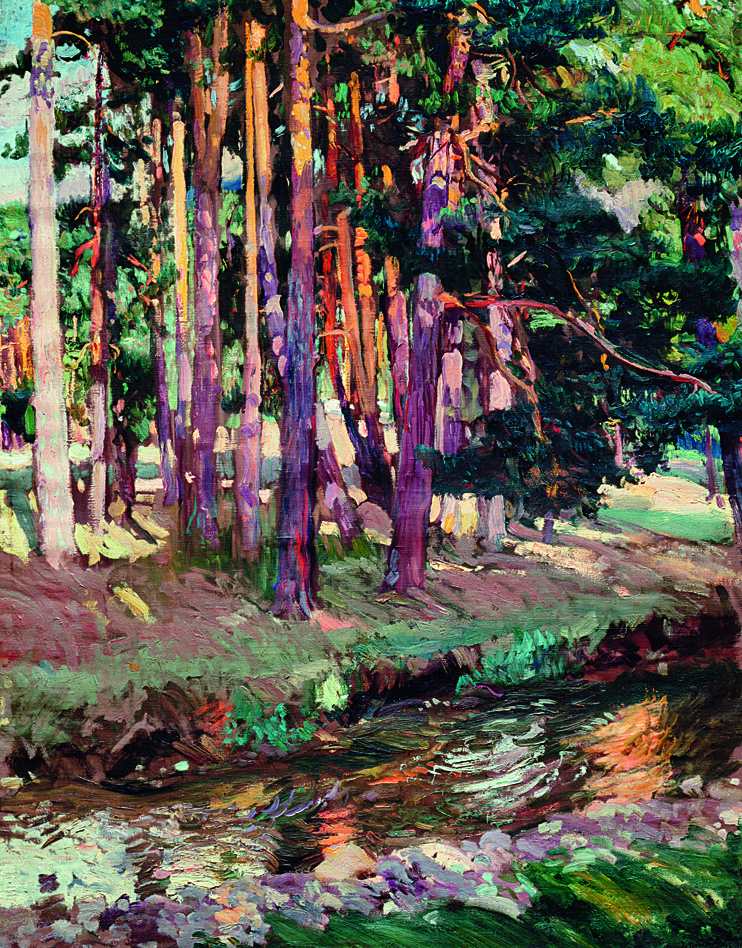
El baño de la reina, Valsaín från 1907. Museo Sorolla.
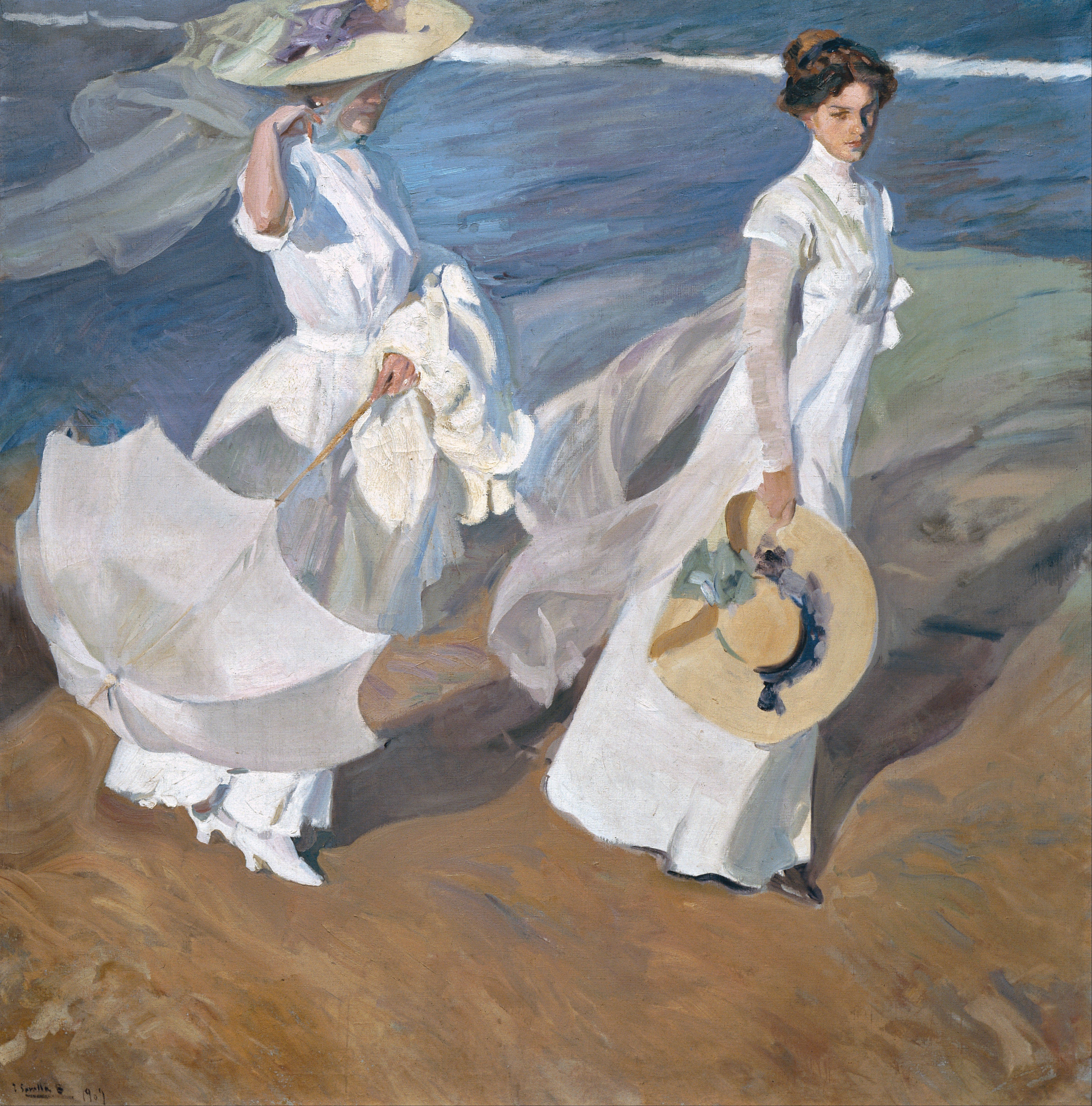
Promenad vid havet (Paseo a orillas del mar) från 1909. Museo Sorolla.
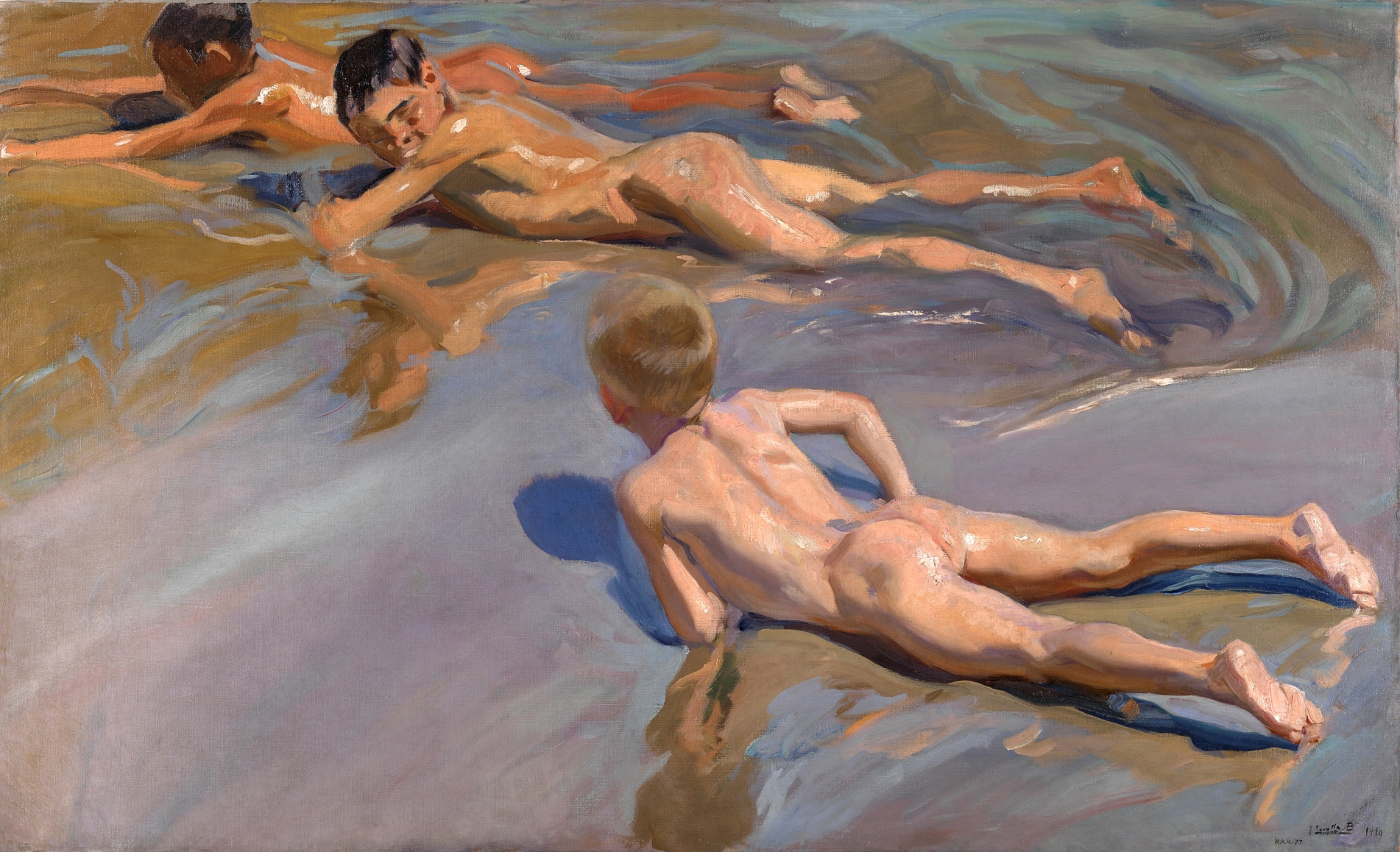
Pojkar på stranden (Chicos en la playa) från 1909. Pradomuseet.
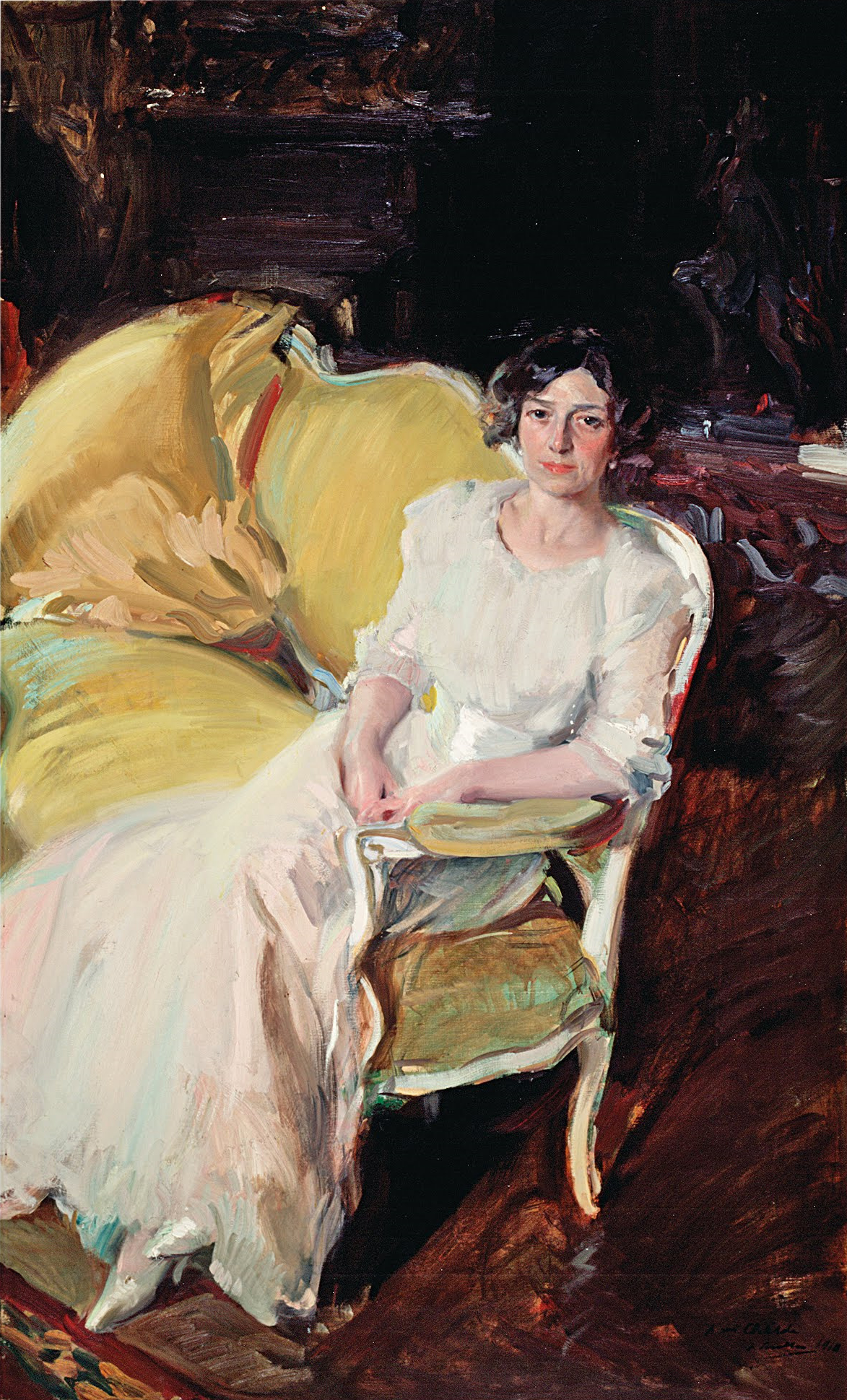
Clotilde sittande på soffan (Clotilde sentada en un sofá) från 1910. Museo Sorolla.